# Droga krajowa B41 (Niemcy)
Droga krajowa 41 (niem. Bundesstraße 41, B 41) – niemiecka droga krajowa przebiegająca  na osi południowy zachód północny wschód, od granicy z Francją w Saarbrücken w Saarze do skrzyżowania z autostradą A60 na węźle Ingelheim-West koło Ingelheim am Rhein w Nadrenii-Palatynacie.

## Miejscowości leżące przy B41

### Saara
Saarbrücken, Neunkirchen, Wiebelskirchen, Schiffweiler, Ottweiler, Niederlinxweiler, Oberlinxweiler, St. Wendel, Hofeld-Mauschbach, Hirstein, Wolfersweiler, Nohfelden.

### Nadrenia-Palatynat
Neubrücke, Birkenfeld, Niederbrombach, Oberbrombach, Rötsweiler-Nockenthal, Idar-Oberstein, Niederreidenbacherhof, Kirn, Hochstetten-Dhaun, Simmertal, Martinstein, Monzingen, Bad Sobernheim, Waldböckelheim, Weinsheim, Rüdesheim, Bad Kreuznach, Gensingen, Okenheim, Gau-Algesheim.

## Linki zewnętrzne

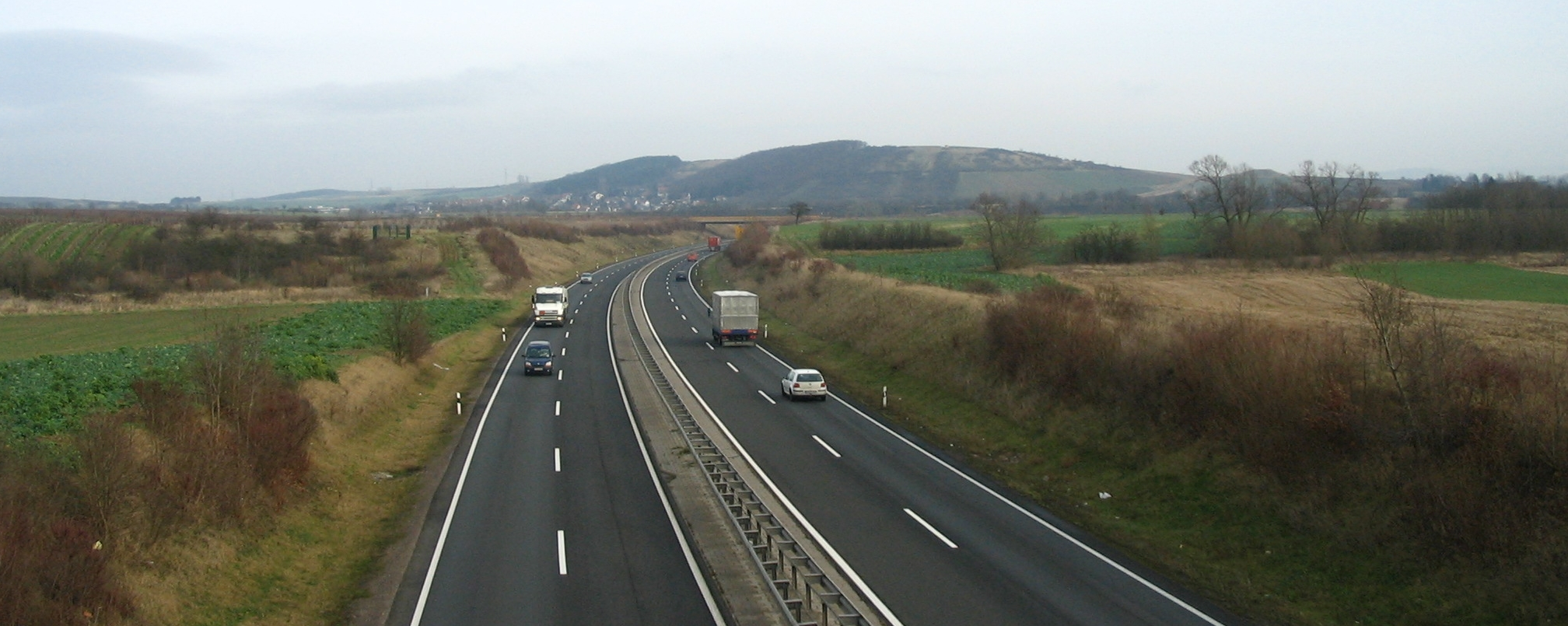
B41 koło Rüdesheim